# Paladilhia moitessieri
Paladilhia moitessieri is een slakkensoort uit de familie van de Moitessieriidae. De wetenschappelijke naam van de soort is voor het eerst geldig gepubliceerd in 1865 door Bourguignat.